# Symfonie nr. 2 (Schuman)
William Schuman voltooide zijn Symfonie nr. 2 in 1938. Het werd een ambivalent werk.
Het achttien minuten durende werk werd voor het eerst uitgevoerd op 25 mei 1938 door het Greenwich Village Orchestra onder leiding van Edgar Schenkman. Het werk kwam onder de aandacht van Aaron Copland, die Schuman de ontdekking van het jaar noemde. Op aandringen van Copland speelde Serge Koussevitzky deze symfonie ook, en wel in Boston met het Boston Symphony Orchestra op 17 februari 1939. Daaruit vloeide een opdracht voort voor onder meer The American Festival Overture en Symfonie nr. 3. In de aanloop naar de uitvoering maakte Schuman kennis met Leonard Bernstein, die op zijn beurt Schuman hielp met zijn derde symfonie.
Schuman won een wedstrijd met de symfonie, maar het publiek bleef kennelijk ontevreden. Ook zijn docent Roy Harris vond het allemaal te veel. De symfonie schijnt te beginnen met een aantal dezelfde tonen achter elkaar die op het publiek inbeuken. William Schuman trok uiteindelijk al snel het werk terug. Volgens eigen zeggen was zijn zelfvertrouwen behoorlijk geknakt, maar Schuman zette door met andere werken, nu haast standaardwerken binnen de klassieke muziek van de Verenigde Staten.
Symfonieën: Symfonie nr. 1 · 2 · 3 · 4 · 5 · 6 · 7 · 8 · 9 · 10

Werken: Variations on "America" · A Song of Orpheus · Circus Overture · Night Journey · Orchestra Song